# Département de Totoral
Le département de Totoral est une des 26 subdivisions de la province de Córdoba, en Argentine. Son chef-lieu est la ville de Villa del Totoral.
Le département a une superficie de 3 145 km2. Sa population s'élevait à 16 479 habitants au recensement de 2001.

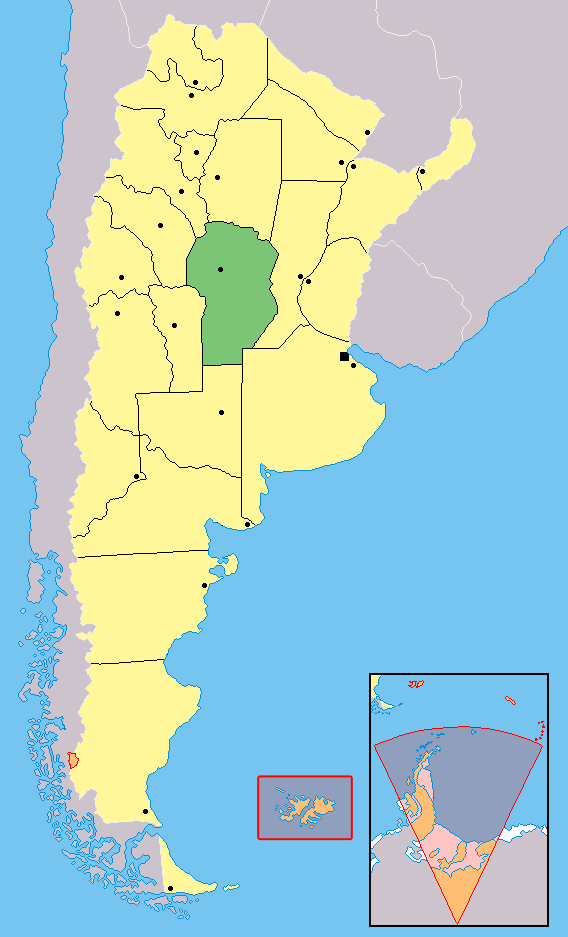
Localisation de la province de Córdoba en Argentine.